# Wolfsmühle (Feuchtwangen)
Wolfsmühle ist ein Gemeindeteil der Stadt Feuchtwangen im Landkreis Ansbach (Mittelfranken, Bayern). Wolfsmühle liegt in der Gemarkung Vorderbreitenthann.

## Geografie
Die Einöde mit einer Hausnummer und zwei oder drei landwirtschaftlichen Nebengebäuden liegt über 6 km nördlich der Stadtmitte von Feuchtwangen am Beginn von dessen Flurbucht rechts am Wolfsgraben, einem weniger als 2 km langen linken Zufluss der Sulzach. Wenig oberhalb durchläuft der Bach einen Teich, nah an dessen rechtem Ufer steht eine Kapelle. 0,5 km südlich erhebt sich der Wolfsberg (513 m ü. NHN), im Norden grenzt das Lochholz an. Ein Wirtschaftsweg führt nach Dornberg (0,6 km westlich).

## Geschichte
Wolfsmühle lag im Fraischbezirk des ansbachischen Oberamtes Feuchtwangen. Die Mühle hatte das Kastenamt Feuchtwangen als Grundherrn. Von 1797 bis 1808 gehörte der Ort zum Justiz- und Kammeramt Feuchtwangen.
Mit dem Gemeindeedikt (frühes 19. Jahrhundert) wurde Wolfsmühle dem Steuerdistrikt Dorfgütingen und der Ruralgemeinde Vorderbreitenthann zugeordnet. Im Zuge der Gebietsreform in Bayern wurde Wolfsmühle am 1. Januar 1972 nach Feuchtwangen eingemeindet.

### Baudenkmal
- Haus Nr. 1: ehemalige Mühle, zweigeschossiger Satteldachbau, in Teilen Fachwerk, wohl frühes 19. Jahrhundert, im Kern 17. Jahrhundert[9]

### Einwohnerentwicklung
| Jahr      | 001818 | 001840 | 001861 | 001871 | 001885 | 001900 | 001925 | 001950 | 001961 | 001970 | 001987 |
| Einwohner | 3      | 6      | 5      | 4      | 7      | 4      | 6      | 3      | 1      | 0      | 3      |
| Häuser    | 1      | 1      |        |        | 1      | 1      | 1      | 1      | 1      |        | 1      |
| Quelle    | [ 11 ] | [ 12 ] | [ 13 ] | [ 14 ] | [ 15 ] | [ 16 ] | [ 17 ] | [ 18 ] | [ 19 ] | [ 20 ] | [ 1 ]  |

## Religion
Der Ort ist evangelisch-lutherisch geprägt und bis heute nach St. Maria (Dorfgütingen) gepfarrt. Die Einwohner römisch-katholischer Konfession sind nach Mariä Sieben Schmerzen (Weinberg) gepfarrt.